# Architecture dans l'Écosse moderne

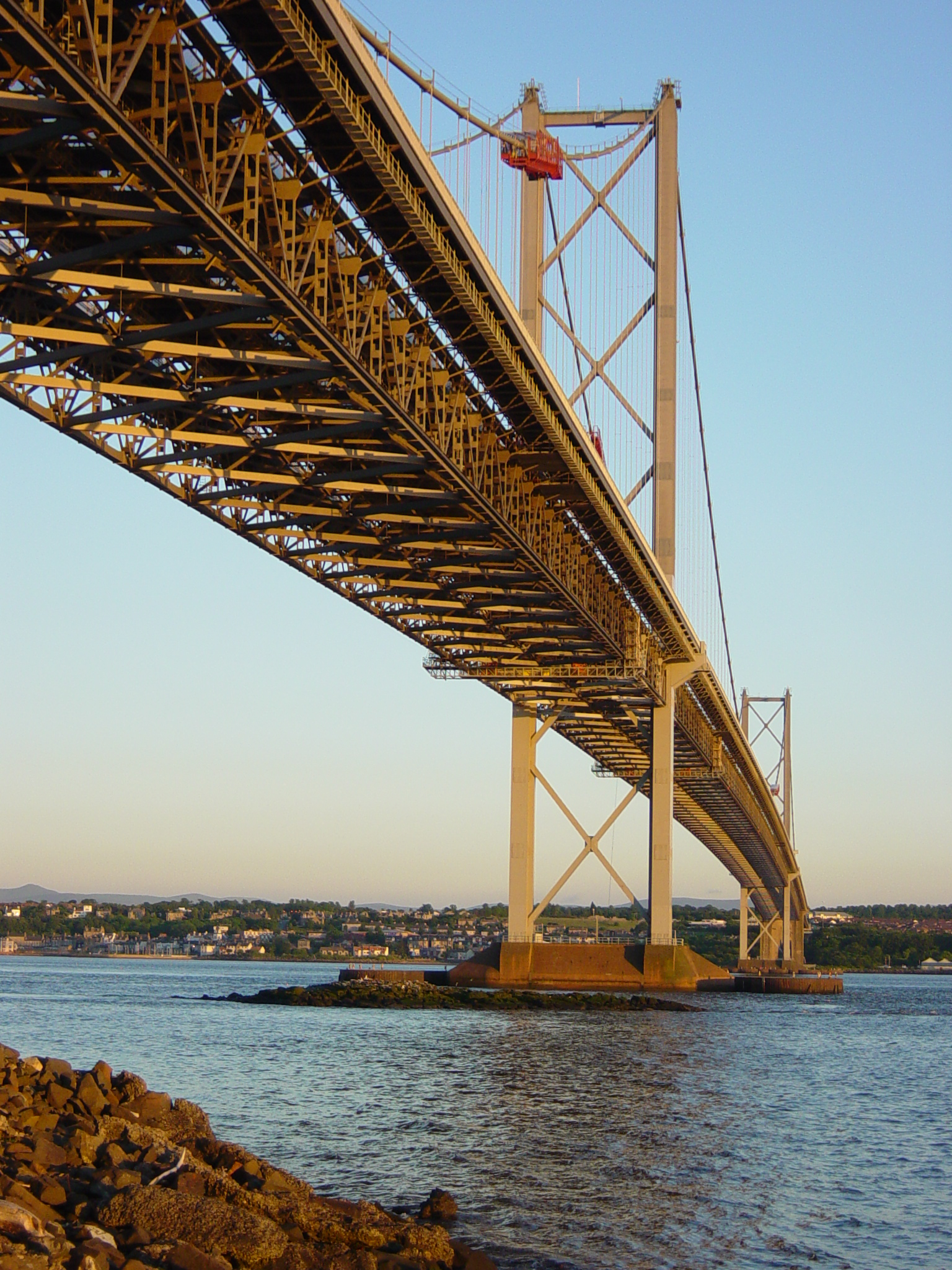
Pont du Forth Road, l'un des prestigieux projets architecturaux des années 1960

L'architecture de l'Écosse moderne englobe tous les bâtiments en Écosse, entre le début du XXe siècle et aujourd'hui. L'architecte le plus important du début du XXe siècle était Charles Rennie Mackintosh, qui a mélangé des éléments de l'architecture écossaise traditionnelle avec des mouvements contemporains. La conception des maisons de succession a perdu de son importance au XXe siècle. Dans les premières décennies du siècle, les matériaux traditionnels ont commencé à céder la place à des matériaux modernes moins chers. Après la Première Guerre mondiale, le Modernisme et le bloc de bureaux ont commencé à la construction dominent dans les grandes villes et les tentatives ont commencé à améliorer la qualité des logements urbains pour les pauvres, a abouti à un programme massif de maison du conseil immeuble. Le style néo-gothique a continué jusqu'au XXe siècle, mais les formes les plus courantes à cette époque étaient des bâtiments néo-romains simples et massifs. 
Après la Seconde Guerre mondiale, des blocs de tours brutalistes ont été adoptés comme solution et cette période a vu la construction de nouvelles villes, y compris Glenrothes et Cumbernauld, mais les problèmes sociaux et de construction de ces constructions sont rapidement devenus apparents. La création de nouvelles villes et de nouveaux logements sociaux a nécessité la fourniture rapide de nouvelles églises. À partir des années 1980, l'architecture écossaise a commencé à retrouver sa réputation, avec de nouveaux bâtiments comme celui créé pour abriter la collection Burrell à Glasgow et plus récemment le bâtiment du Parlement écossais à Édimbourg. Il y a également eu une régénération urbaine, impliquant le remplacement et la rénovation des bâtiments et des paysages existants. Les années 80 ont vu la croissance de la construction de maisons spéculatives par les développeurs et l'introduction de styles vernaculaires anglais en briques et à colombages en Écosse. Alors que la production de logements parrainés par l'État diminuait dans les années 1970, il y avait un retour au conservatisme dans la conception des églises, mais il y avait des conceptions originales et post-modernes des années 1980. 